# Sułków (Petite-Pologne)
Pour les articles homonymes, voir Sułków.
Sułków est une localité polonaise de la gmina et du powiat de Wieliczka en voïvodie de Petite-Pologne.